# Famille Leyniers
Cette page explique l’histoire ou répertorie les différents membres de la famille Leyniers.

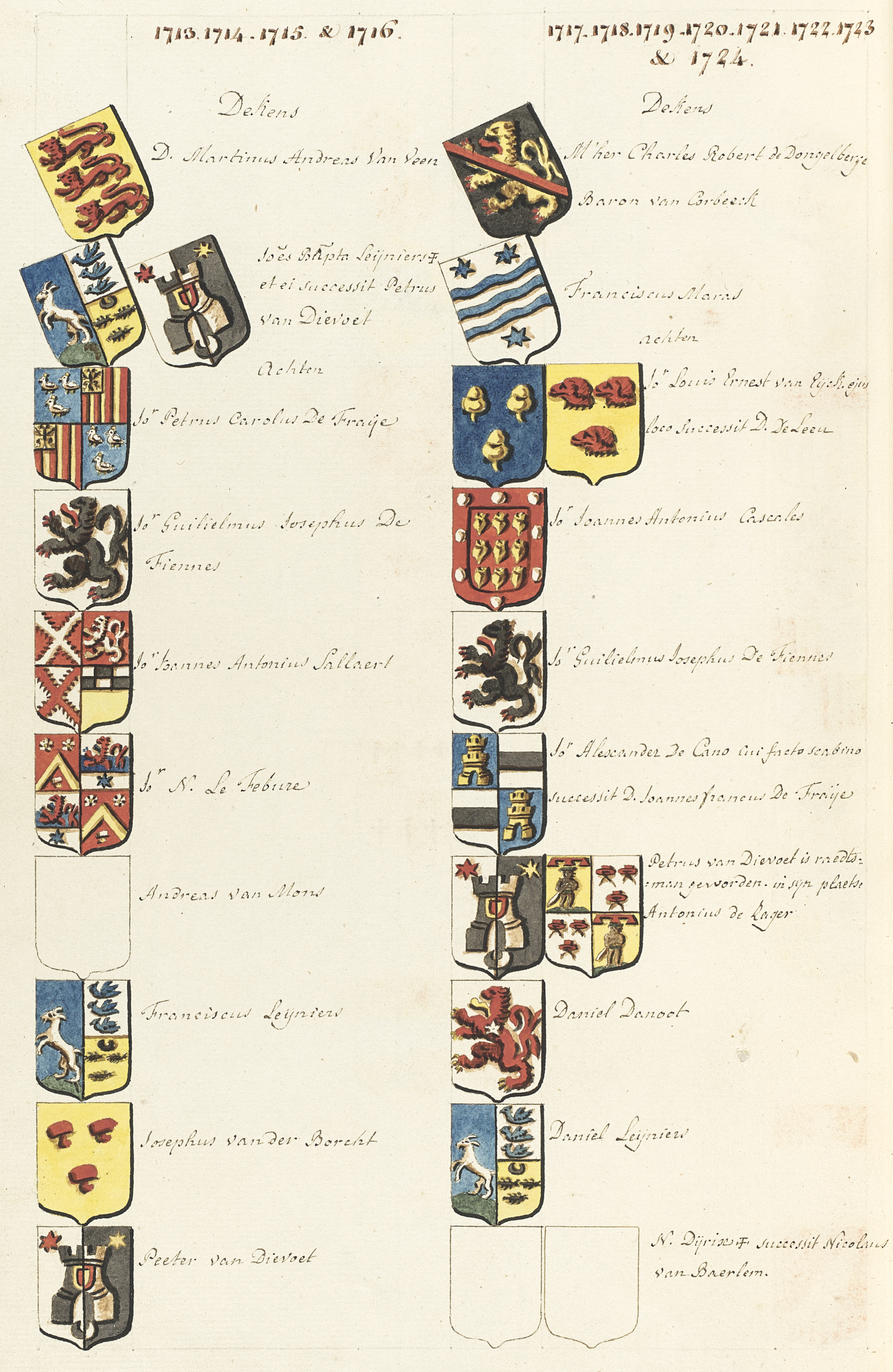
Plusieurs membres de la famille Leyniers siégèrent dans la Gilde drapière.

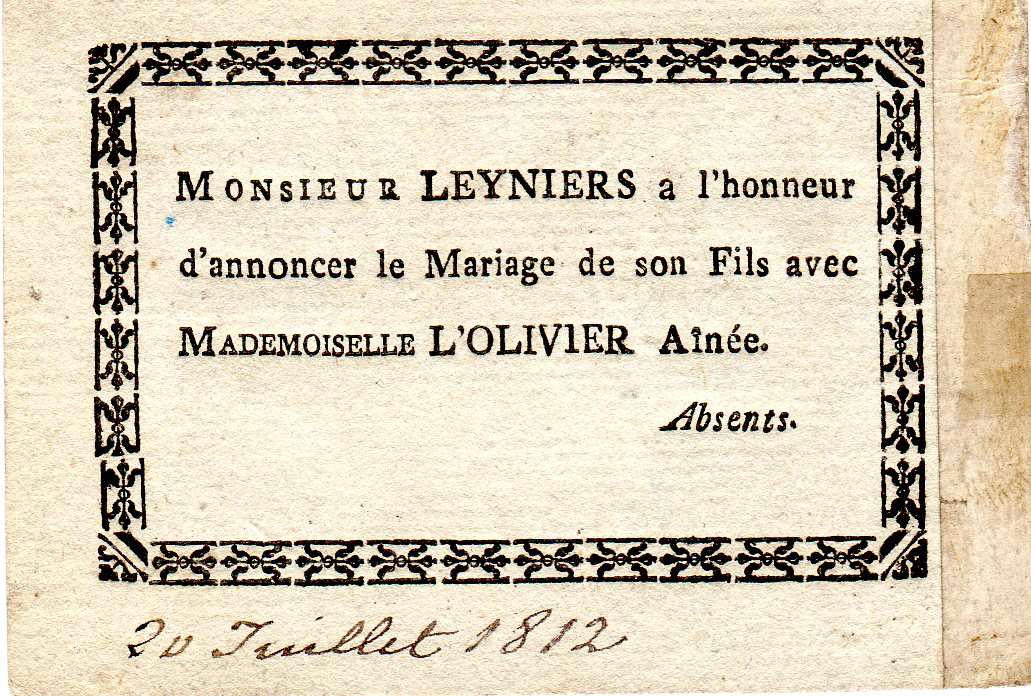
Annonce du mariage de Monsieur Leyniers avec Mademoiselle L'Olivier

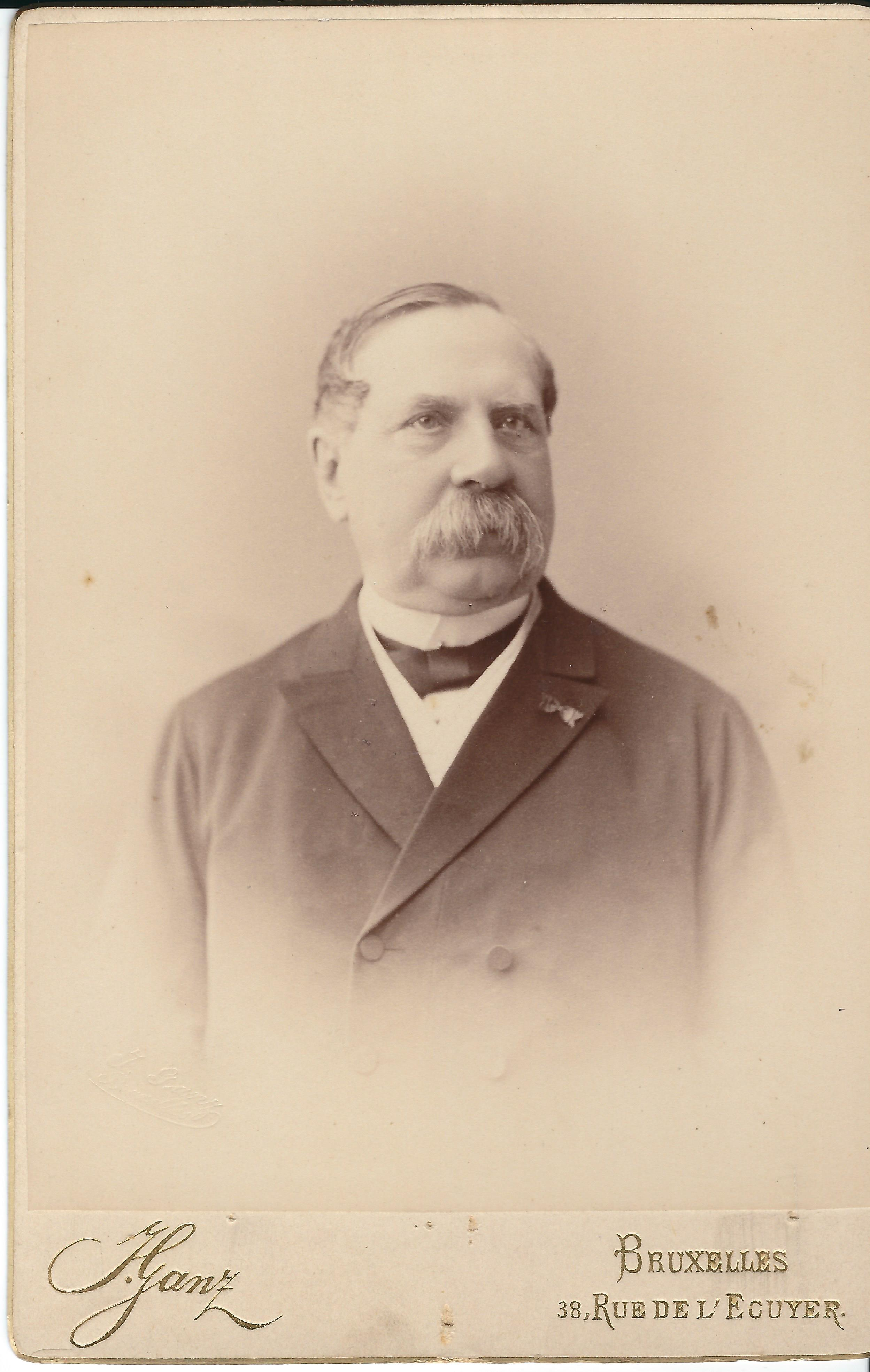
Daniel Jean Adolphe LEYNIERS, Inspecteur général de la Banque Nationale (1813-1902)

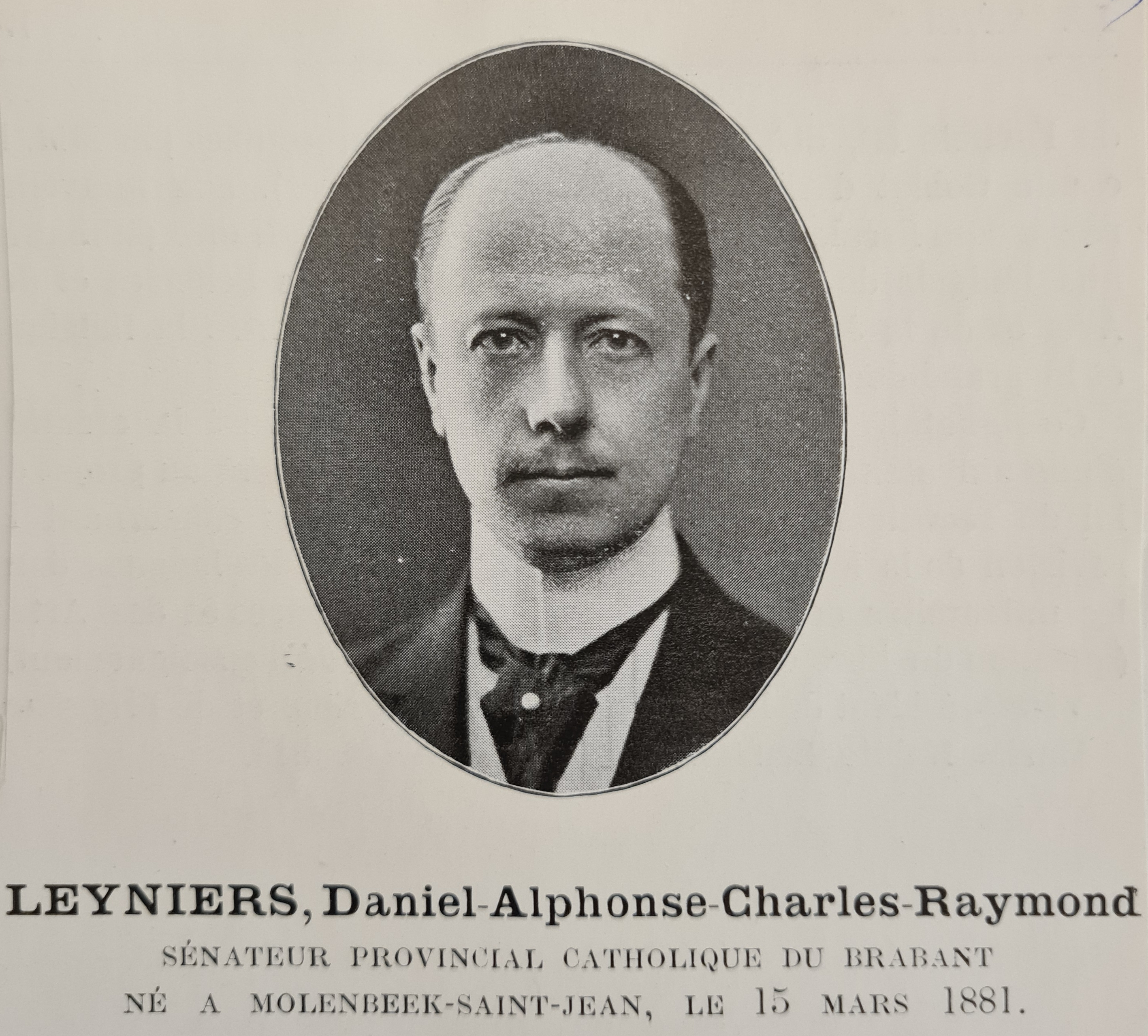
Daniel Alphonse Charles Raymond LEYNIERS, Ancien membre de la Chambre des Représentants, sénateur et bibliophile belge. Il fut consul à Mexico au Mexique (1908-12). Il fut châtelain de Fanson à Xhoris. Il avait épousé Louise Émilie Marie Devolder, fille du vice-gouverneur de la Société générale de Belgique (1881-1904)

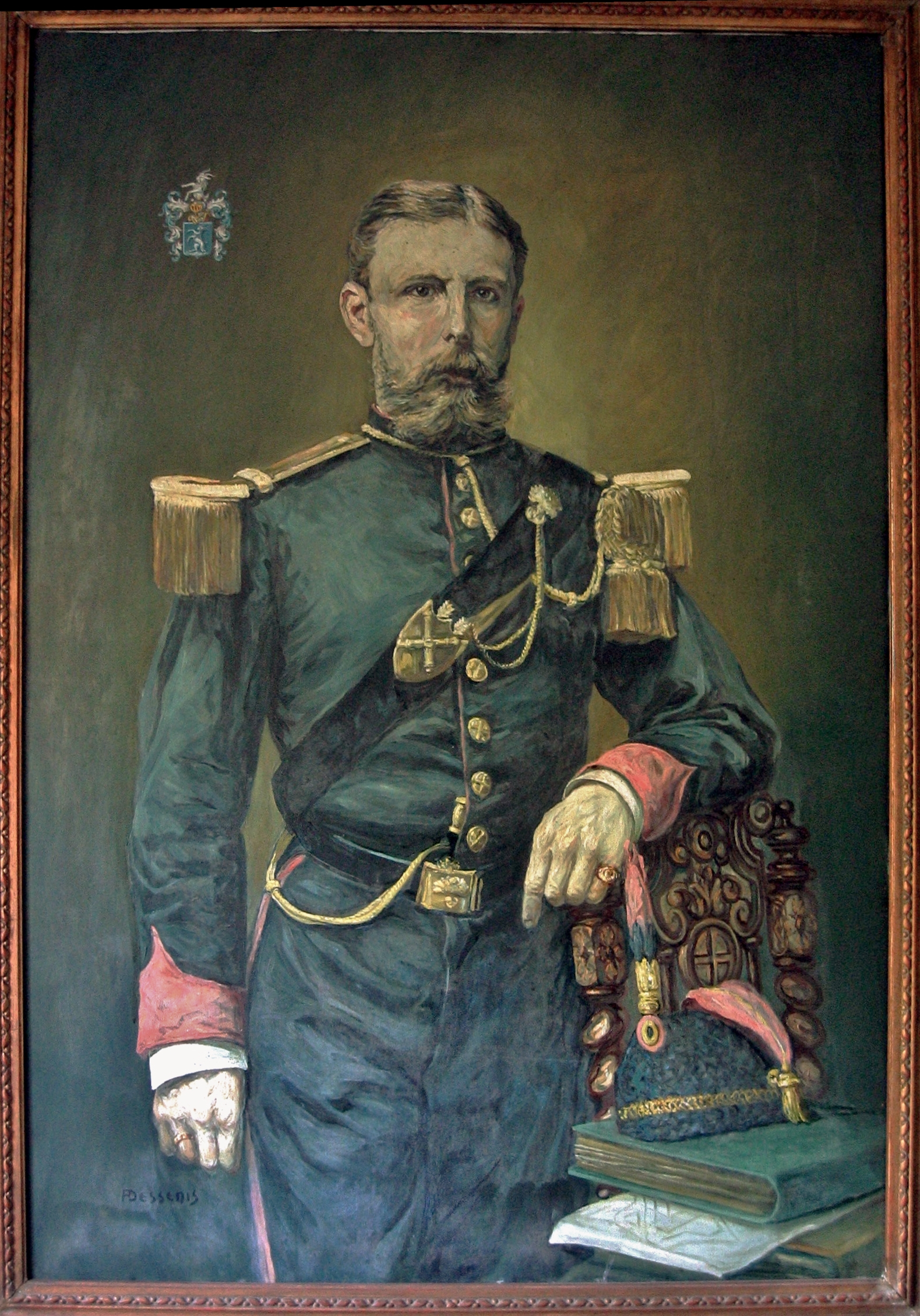
Urbain Charles LEYNIERS, Capitaine commandant d'artillerie (1845-1882), époux de Marie Adèle Charlotte THARIN.

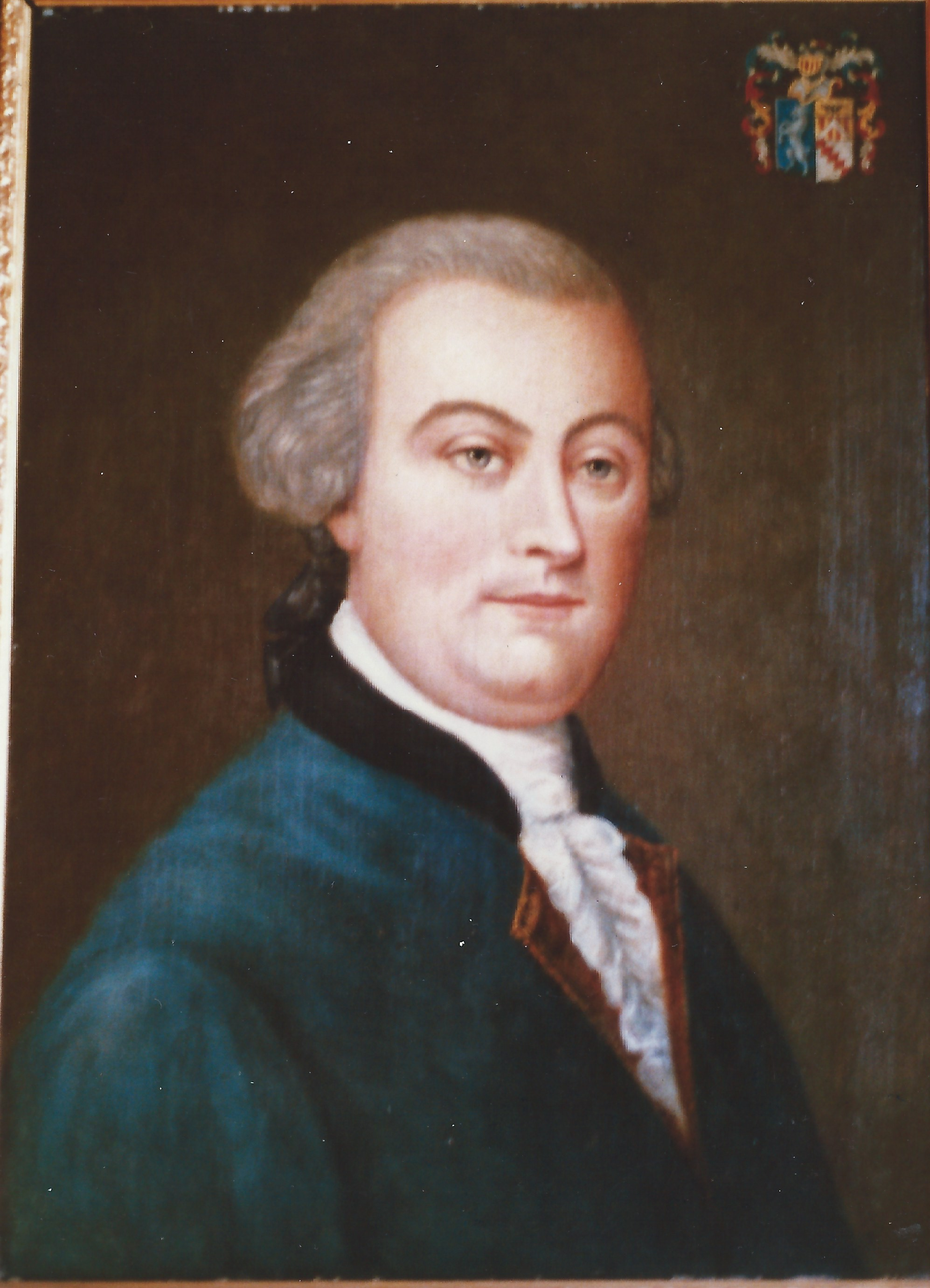
Daniel LEYNIERS, Teinturier et fabricant de tapisseries, membre du Lignage Coudenberg et généalogiste (1705-1770). Époux de Anne Catherine Brigitte VAN SCHOONENDONCK.

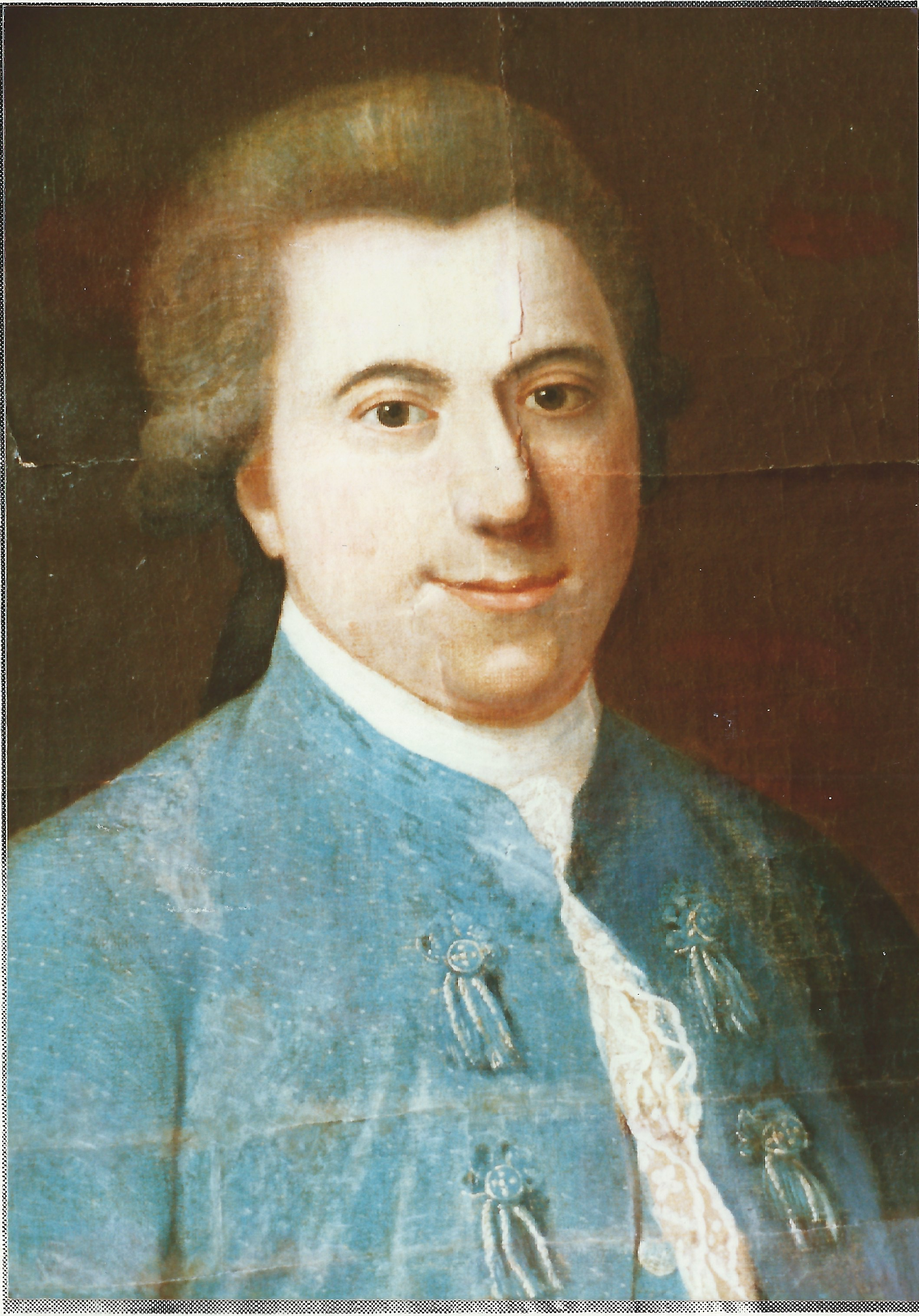
Urbain LEYNIERS, époux de Jeanne Elisabeth Josèphe DE BAY (1730-1804)

La famille Leyniers, apparue à Bruxelles dès le XVe siècle a produit de nombreux tapissiers de haute lice et des teinturiers, experts dans l'art de teindre en subtiles nuances les fils de laines destinés à ce métier.
De nombreux membres de cette famille ont également participé à la gestion de la ville de Bruxelles et ont fait partie du magistrat soit dans les Nations, soit dans les Lignages.

## Histoire
Les membres de la famille leyniers ont exercé leur art de tapissiers de haute-lice jusqu'au dernier quart du XVIIIe siècle et de nombreux musées d'Europe conservent des tapisseries sorties de leurs ateliers.
Daniel Leyniers fut le dernier de cette famille à avoir exercé cette industrie mais malgré tous ses efforts il se vit forcé pendant l'hiver de 1767-1768 de fermer définitivement ses ateliers. Il se consacra ensuite à la fabrication des dentelles.
La famille Leyniers qui a participé avec honneur à la Résistance a payé un lourd tribut à la défense de la patrie lors de la Seconde Guerre mondiale et a été décimée par l'occupant allemand, assassinée dans les camps de concentration ou devant les balles du peloton d'exécution.

## Appartiennent à cette famille
- Antoine Leyniers, tapissier, fut le neveu par alliance de Bernard van Orley, il avait, en effet, épousé Josine, la fille de son demi-frère Gommaire. Sa marque est un monogramme composé des lettres A et L. On retrouve cette marque sur "L'Histoire de Romulus" qui orne le grand hall des Musées Royaux des Beaux-Arts à Bruxelles.
- Charles-Marie-Joseph Leyniers[1] (1756-1822), fils de Henri-François-Joseph Leyniers et d'Anne-Catherine-Jeanne Van Helmont (fille du peintre Seger Jacobus van Helmont et de Catherine van den Driessche), négociant en vins, demeurant rue Sainte-Catherine, figure parmi les volontaires agrégés aux cinq serments de la ville en 1787, qui, à la suite d'Henri van der Noot, s'armèrent contre les Impériaux : il était volontaire des Escrimeurs, agrégé au Serment de Saint-Michel[2]. Un pamphlet de 1790, de la révolution brabançonne, le traite de «Don Quichotte de l'aristocratie»[3]. Il était franc-maçon, membre de la Loge des Vrais Amis de l'Union[4] à Bruxelles[5], il épousa en la collégiale Saints-Michel-et-Gudule le 6 novembre 1780 (tt. Dominus Henri-François-Joseph Leyniers, père du futur, demeurant près du petit Béguinage et Dominus Pierre-Jacques-Joseph van Dievoet), Marie-Elisabeth van Dievoet, fille de Jean-Baptiste van Dievoet et d'Élisabeth van der Meulen, née à Bruxelles, au Marché aux Fromages, "au Dragon", et baptisée le 13 janvier 1752 (ss. Jean-Noël Bodesse, procureur du Conseil souverain de Brabant, et Anne-Marie van Dievoet) et décédée à Bruxelles le 17 décembre 1828 en son domicile rue d'Or section 5, no 500.
- Henri François Joseph Leyniers, épousa Anne Catherine Jeanne Van Helmont, fille du peintre Zeger Jacob van Helmont.
- Pierre Joseph Célestin François (1759-1851), artiste peintre, époux de Marie-Françoise Leyniers (1780-1809), fille de Louis Leyniers, tapissier, et de Pétronille Verguldt, et notamment parents d'Ange François (1800-1872), également artiste peintre[6].
- Marc Leyniers, ingénieur à la Sofina puis imprimeur à Bruxelles né le 25 avril 1887, résistant, mort en déportation pour la Patrie à Lübeck (Allemagne). Il est le descendant direct du peintre Seger Jacobus van Helmont dont la fille Anne Catherine Jeanne van Helmont avait épousé Henri François Joseph Leyniers. Et ses deux fils:
  - Evrard Jacques Adolphe Leyniers, né le 11 juin 1905 à Forest, résistant, décédé au camp de Bergen-Belsen, mort pour la Belgique.
  - Jean Auguste Daniel Leyniers, né le 21 juin 1909, résistant, fusillé par les Allemands au Tir national de Bruxelles, mort pour la Belgique le 17 février 1944.
- Daniel Leyniers, admis en 1769 au lignage Caudenbergh.
- Daniel Alphonse Charles Raymond Leyniers, né à Molenbeek-Saint-Jean le 15 mars 1881 et décédé à Bruxelles le 26 février 1957, homme politique belge, membre du Parti catholique, ministre et bibliophile. Il fut châtelain de Fanson à Xhoris.  Il avait épousé une des filles du ministre Devolder, vice-gouverneur de la Société générale de Belgique.

## Quelques tapisseries de membres de la famille Leyniers

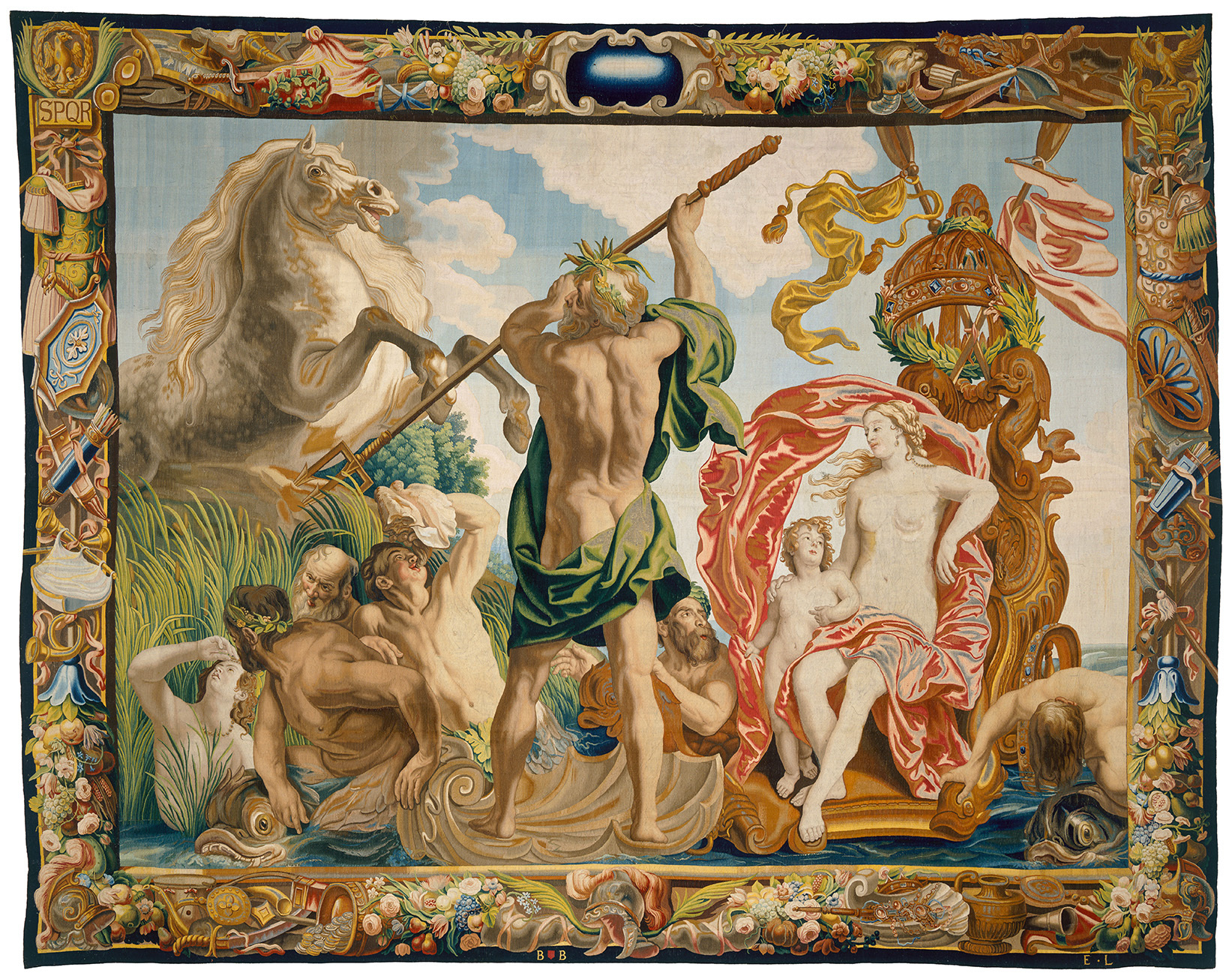
Tapisserie d'Évrard Leyniers, Neptune fait naître le cheval en frappant la terre de son trident, d'après un carton de Jacques Jordaens, vers 1650-1660.
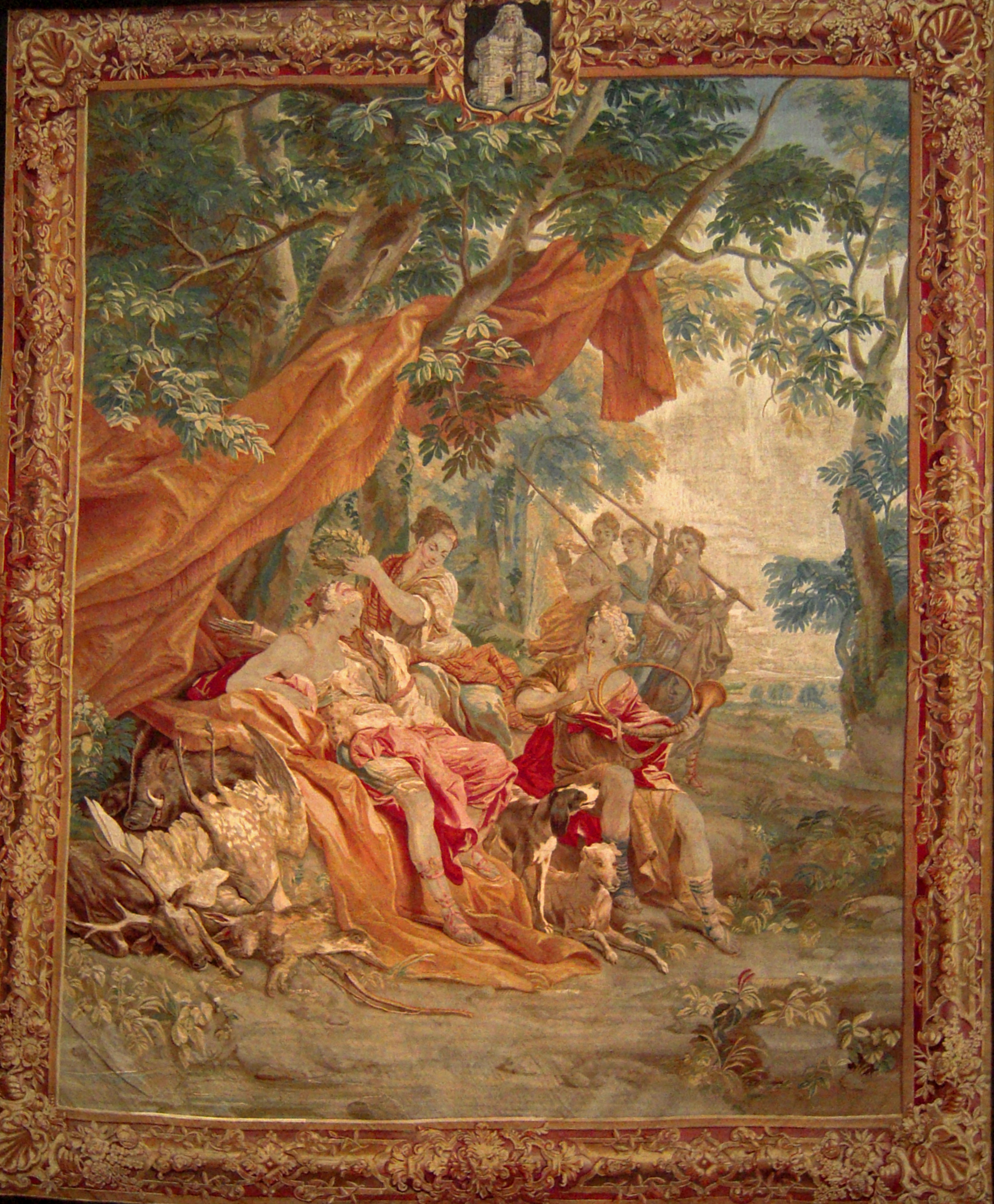
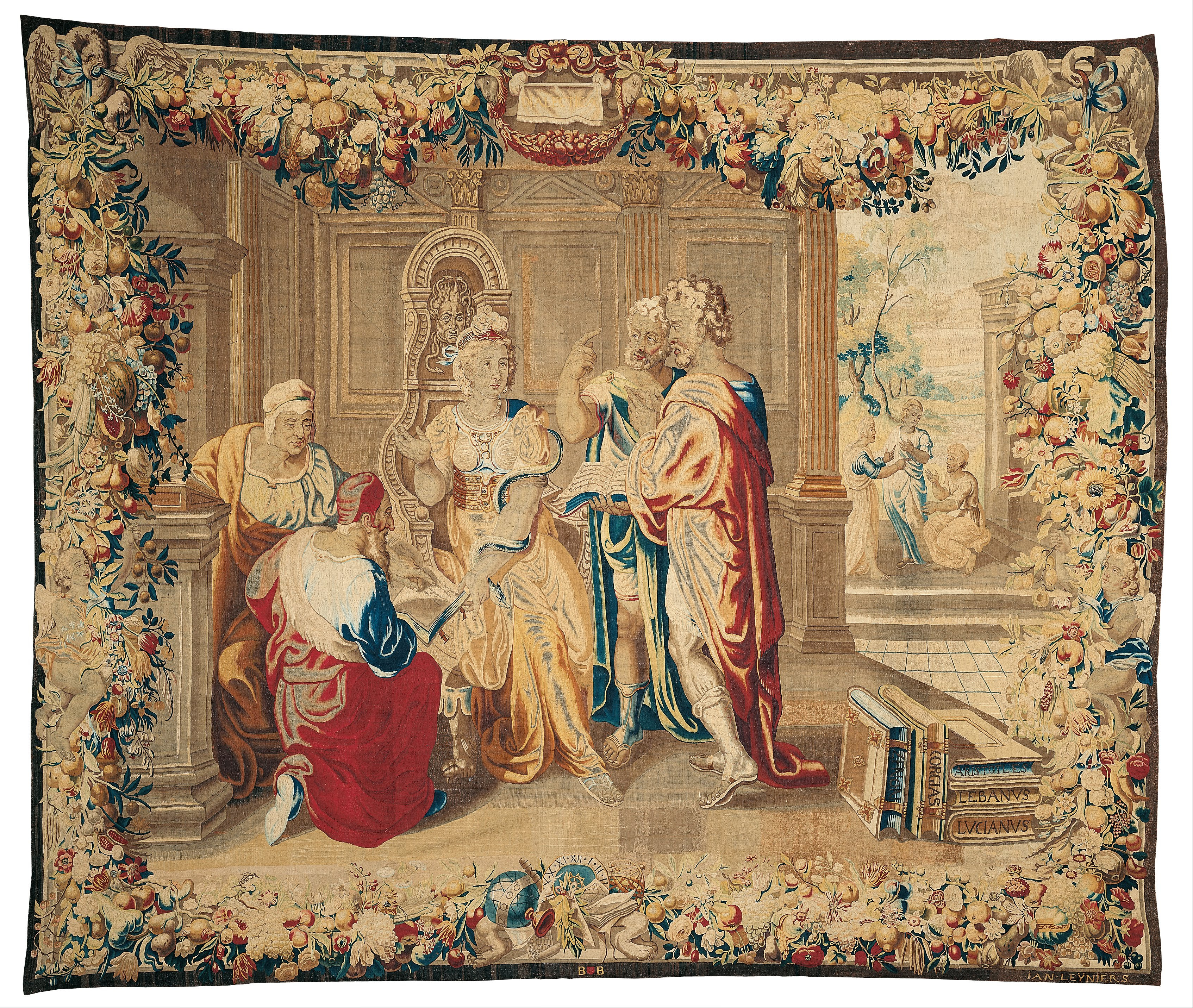
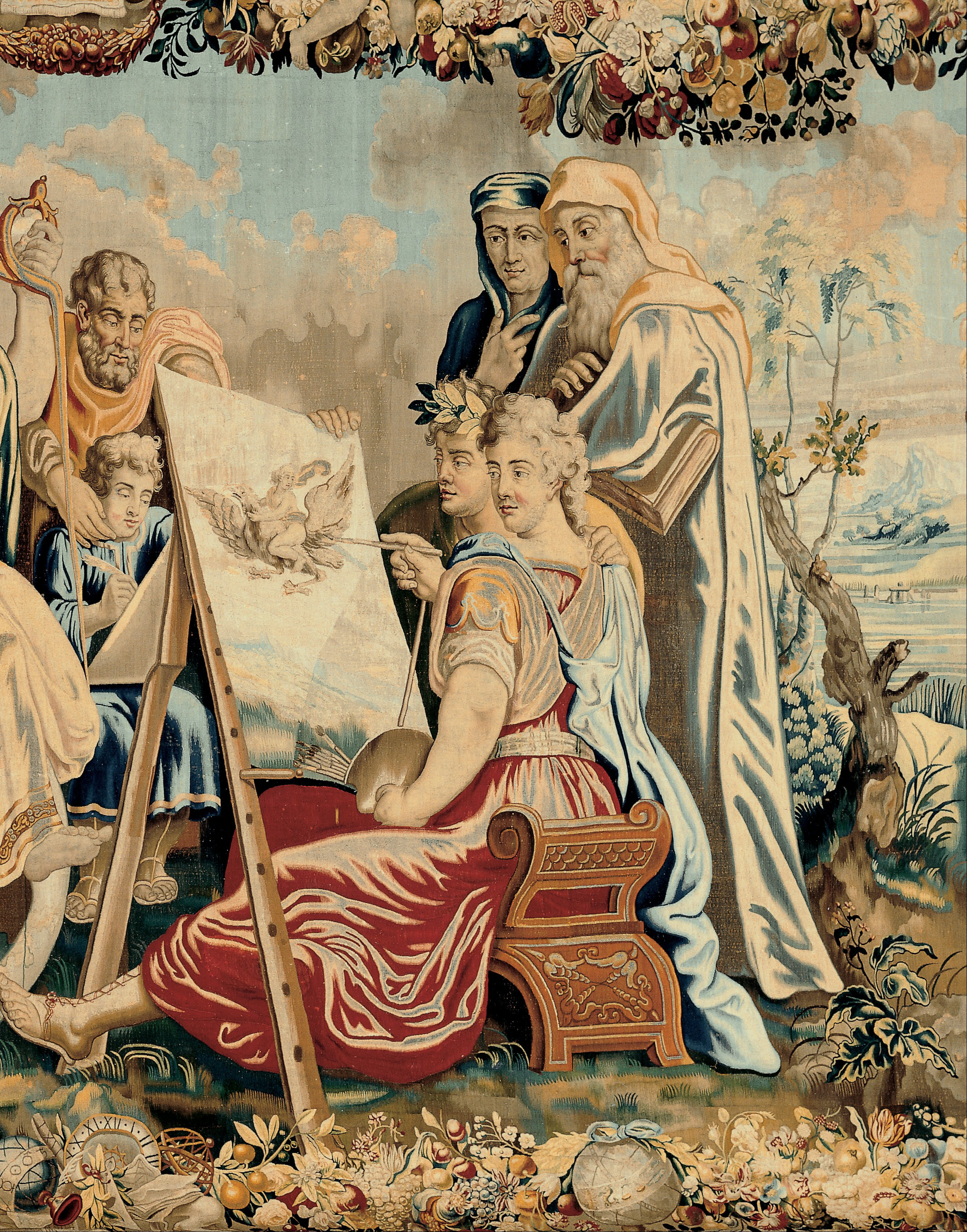
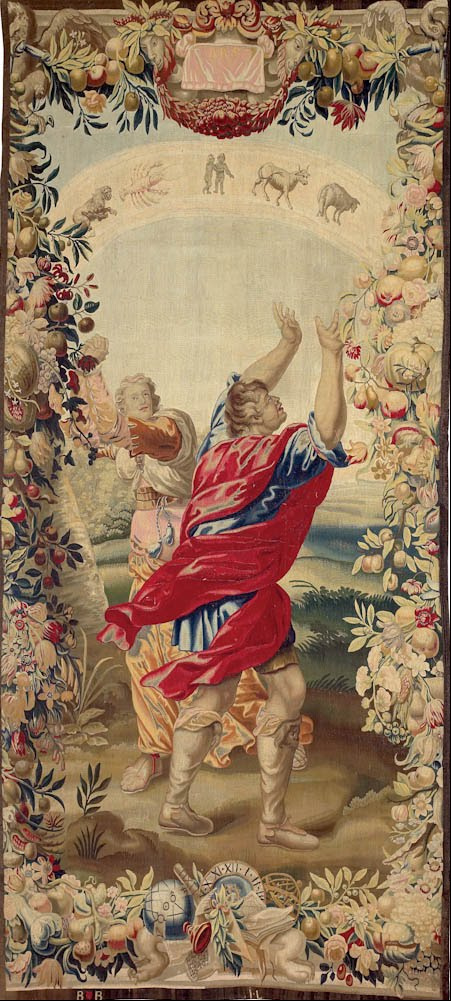
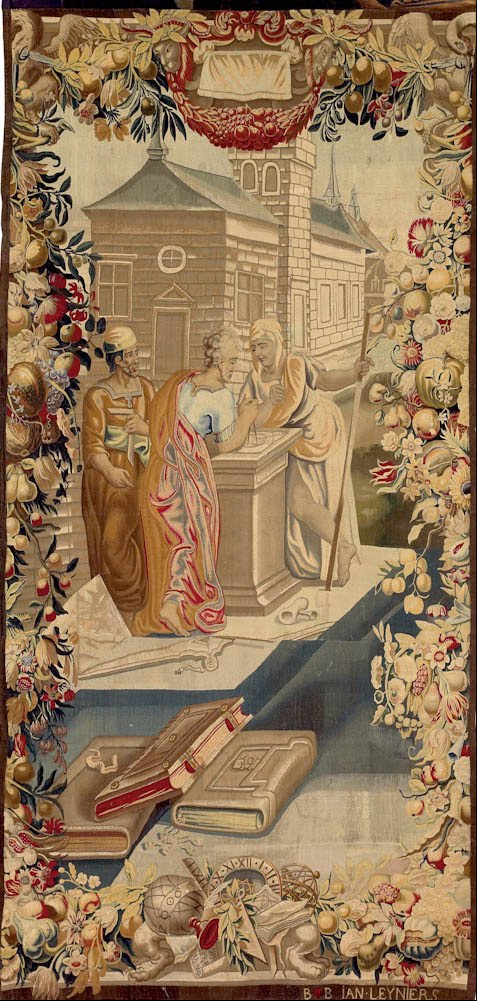
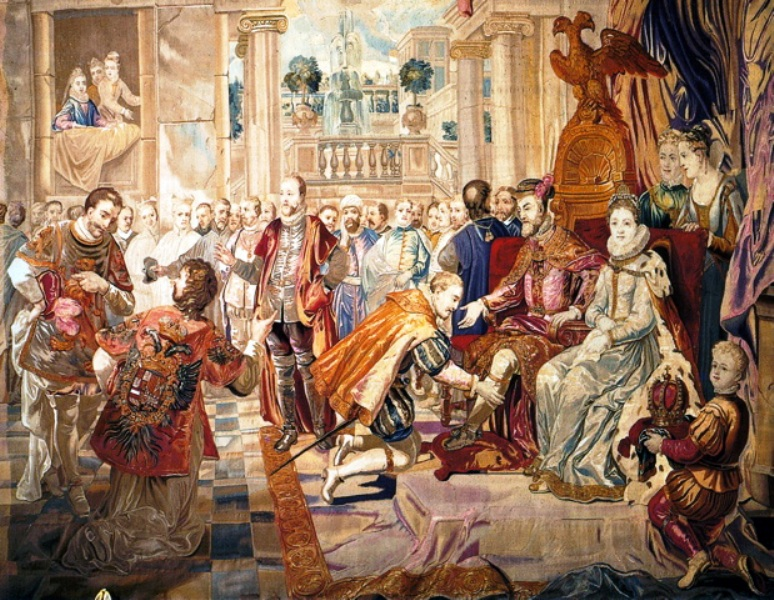
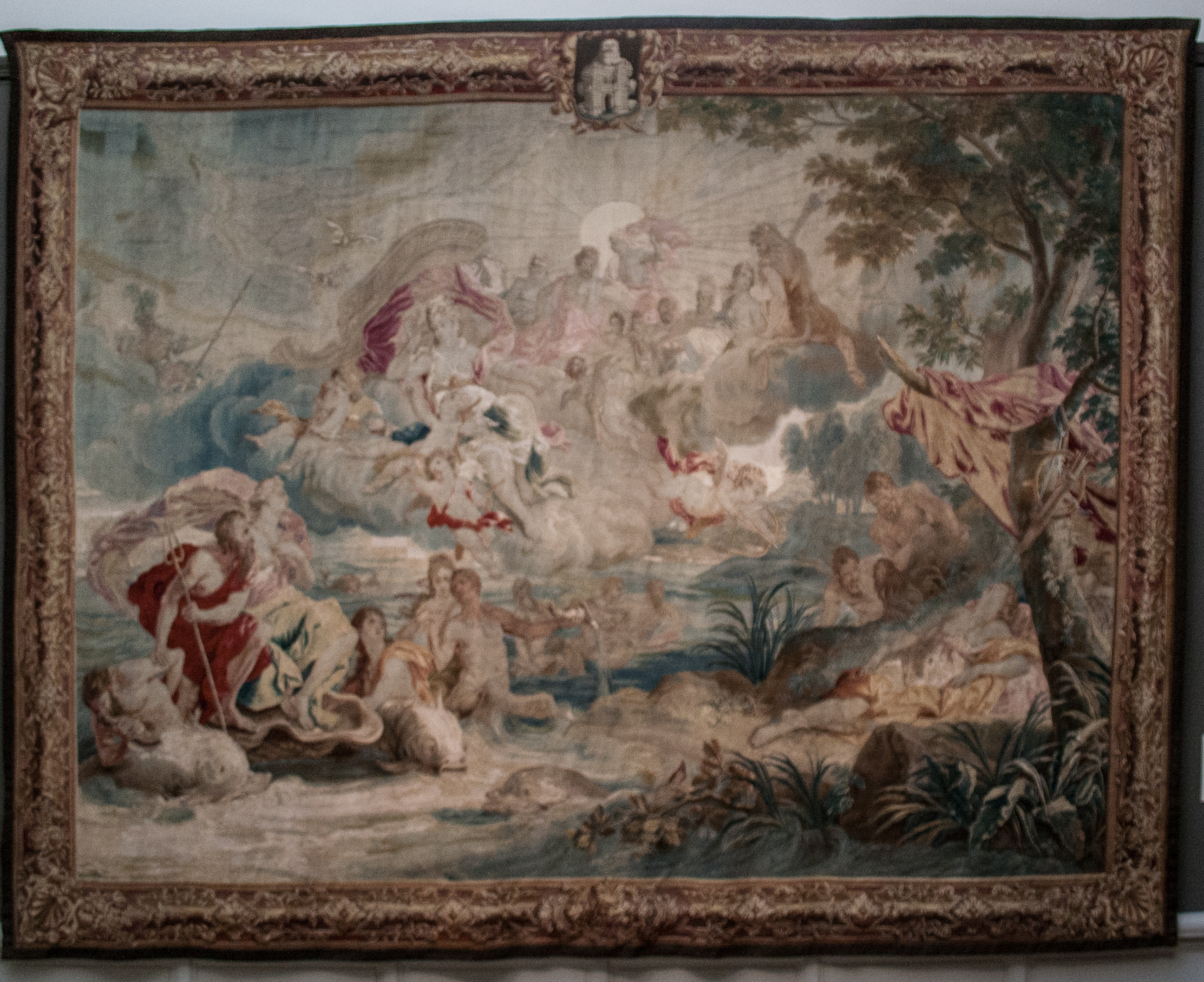
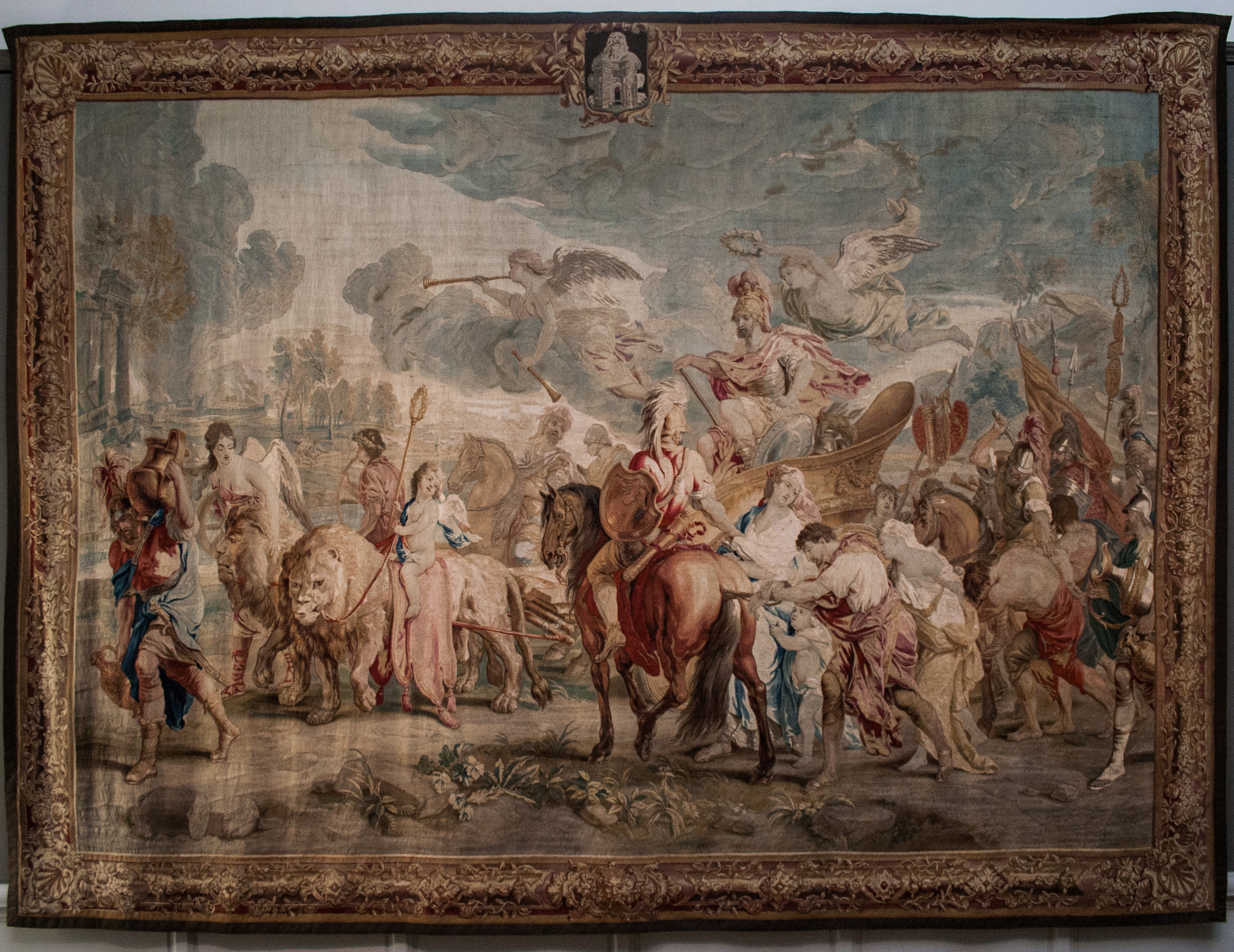
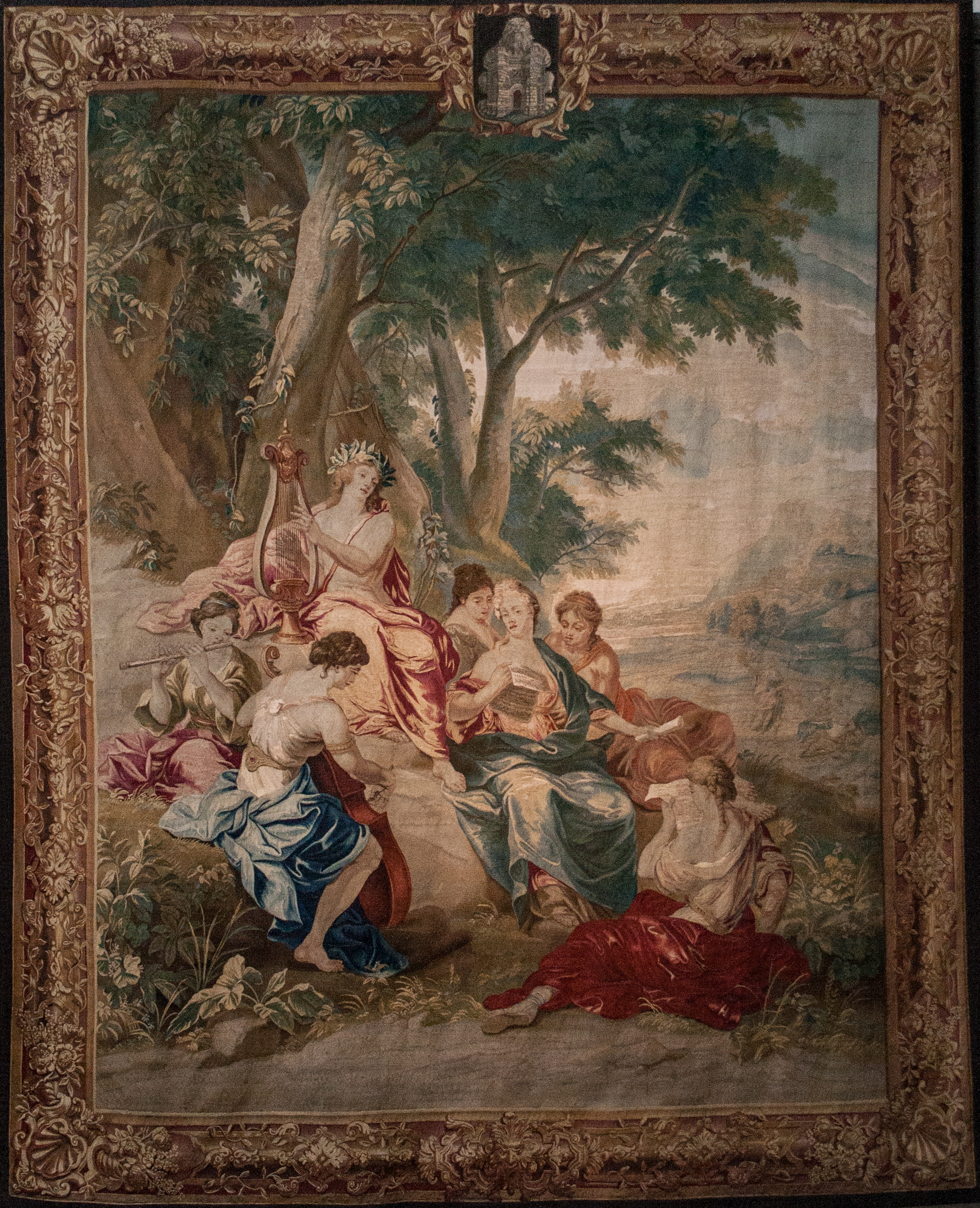
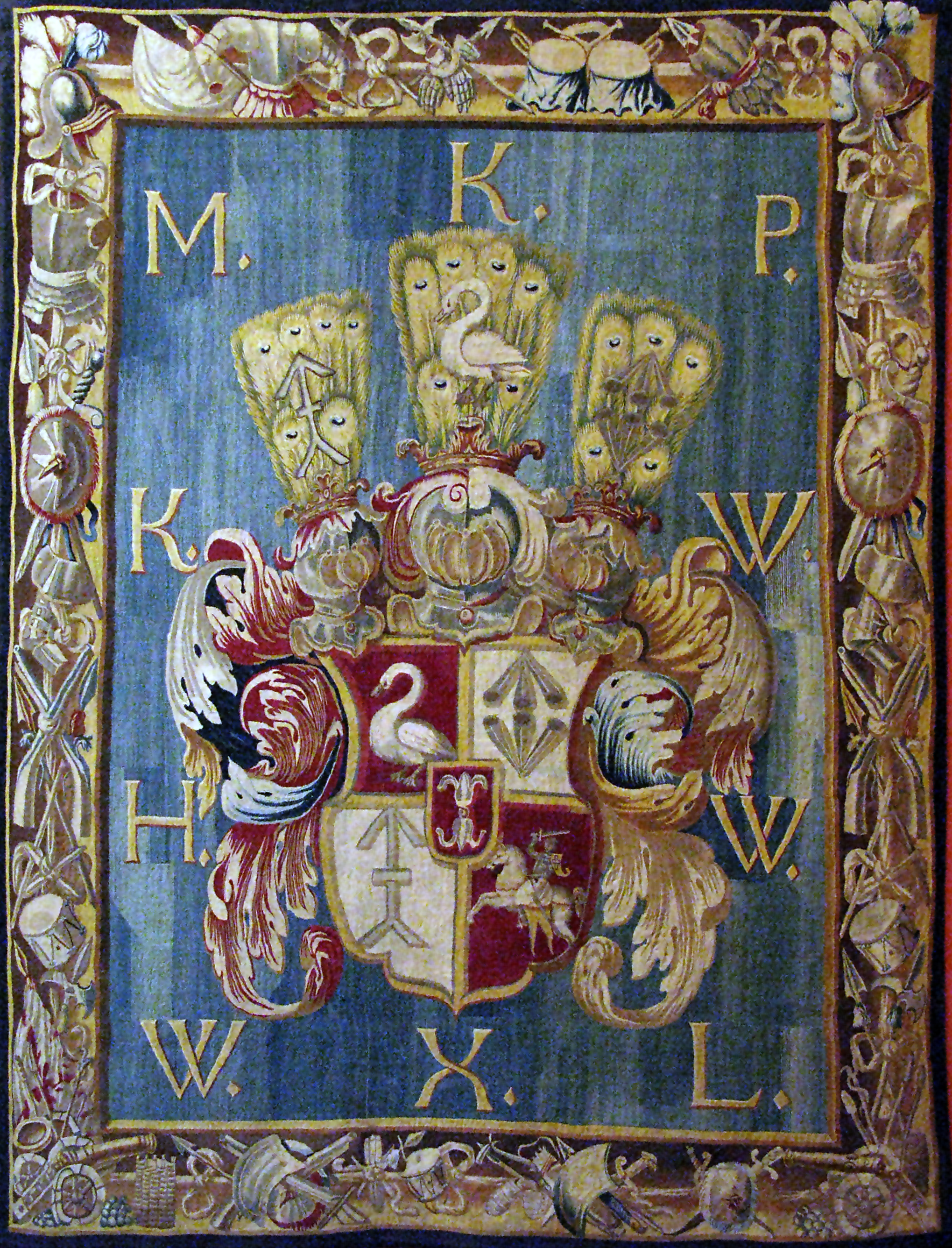

## Héraldique
Les armes anciennes de la famille Leyniers sont : « d'argent à un bélier rampant d'argent soutenu d'une terrasse de sinople ». Le bélier faisant très vraisemblablement allusion au métier de la laine dans lequel œuvrait cette famille.
Jaspar Leyniers, maître tapissier et receveur de la ville de Bruxelles, scelle son testament avec un cachet de cire portant ses armes, avec casque et lambrequins, qui sont : « parti : au I d'argent à un bélier rampant d'argent soutenu d'une terrasse de sinople qui est Leyniers, au II, coupé : A. d'argent à trois oiseaux volants d'azur, rangés en pal ; B. d'or à trois écrevisses de sable, rangées 2 et 1, accompagnées en chef d'un croissant du même, ces armes y sont en outre parties avec celles de son épouse Anne-Catherine de Maeyere.
Le petit-fils de ces derniers, le généalogiste Daniel Leyniers, remplace dans ses manuscrits le bélier par un bouc sur champ d'azur, et pour lui-même transforme le parti qui devient un coupé en chef de van de Nesse et en pointe de van Ophem :
parti: au 1 d'azur au bouc rampant d'argent sur un tertre de sinople ; au 2, coupé: A. d'or à quatre pals de gueules et au chevron d'argent brochant ; au chef d'or chargé d'une aigle éployée de sable, qui est van de Nesse ; B. d'argent, à cinq losanges de gueules accolées en bande, qui est van Ophem.
| Armoiries de la Famille Leyniers | Armoiries de la Famille Leyniers | Armoiries de la Famille Leyniers |
| -------------------------------- | -------------------------------- | --- |
| Anciennes                        |                                  | Ecu: parti: au 1 d'azur au bouc rampant d'argent sur un tertre de sinople ; au 2, coupé: A. d'argent à trois oiseaux volants d'azur rangés en pal; B. d'or à trois écrevisses de sable, rangées 2 et 1, accompagnées en chef d'un croissant du même. |
| Nouvelles                        |                                  | La branche de la famille Leyniers anoblie le 20 décembre 1906 par le roi Léopold II prit des armes modifiées : Ecu: d'azur au bouc rampant d'argent sur un rocher au naturel. Ornements extérieurs: un heaume d'argent, grillé, colleté et liseré d'or doublé et attaché de gueules, au bourrelet et lambrequins d'argent et d'azur. Cimier : le bouc de l'écu issant. Devise : DEO ET ARTE. |

## Familles alliées
- de Bay
- vanden Cautere
- Delsarte
- Devolder
- van Dievoet
- François
- van Helmont
- L'Olivier
- de Maeyere
- van der Meulen
- van Orley
- van Overloop
- Platteborse
- van Schoonendonck
- Tharin
- t'Kindt
- de la Croix d'Ogimont
- Carpentier de Changy